# Simon Geschke

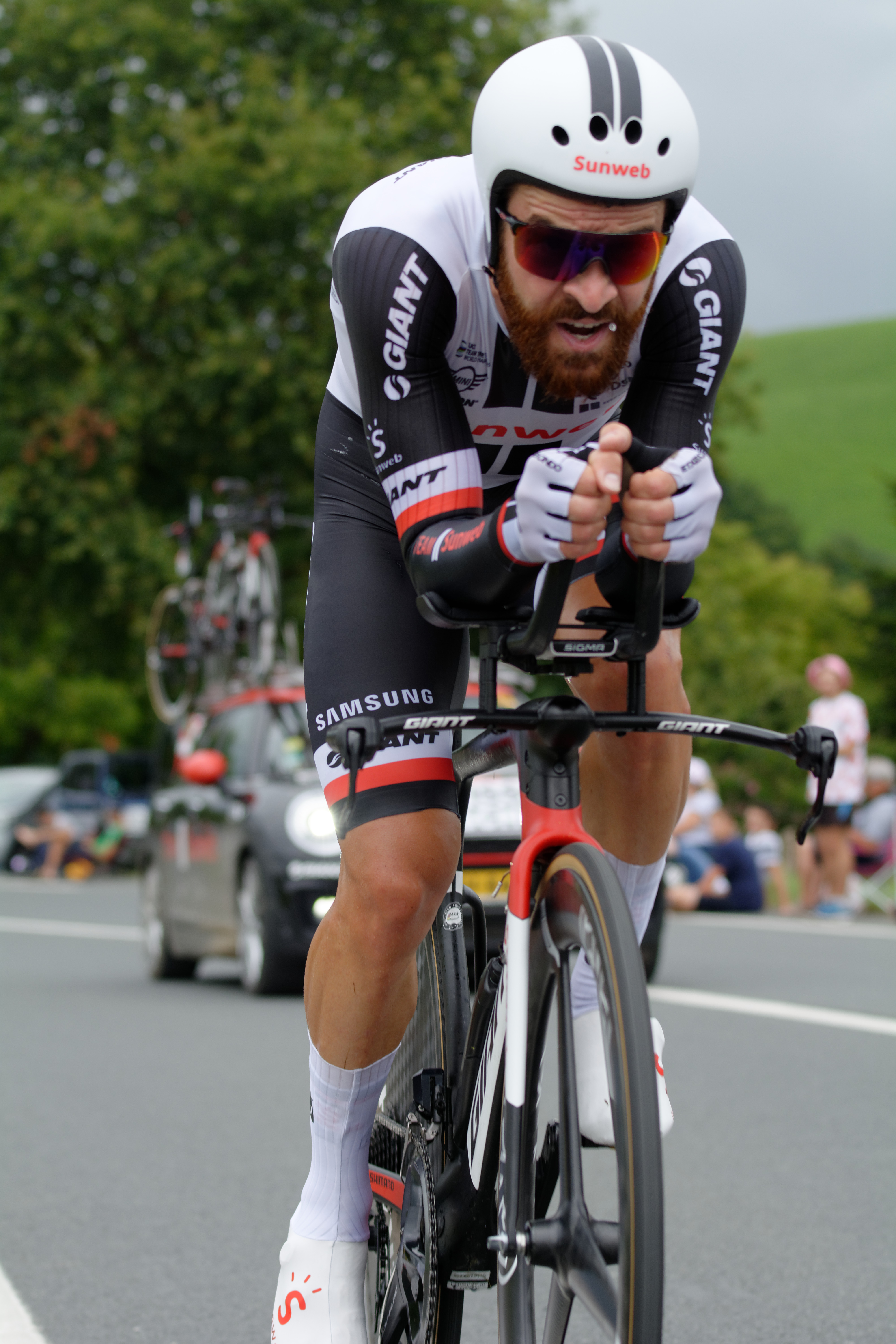
Geschke auf der 20. Etappe bei der Tour de France 2018

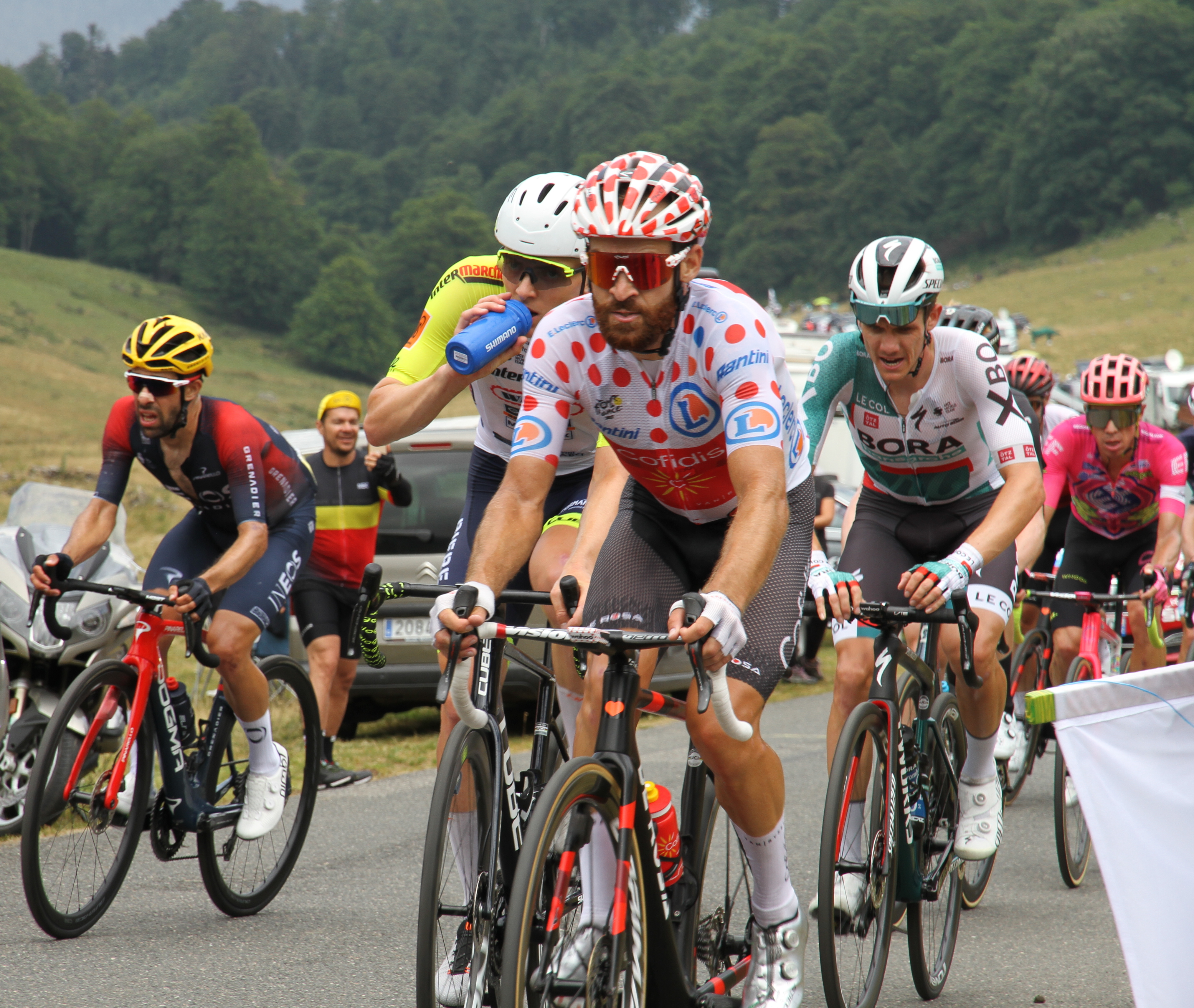
Im Gepunkteten Trikot bei der Tour de France 2022

Simon Geschke (* 13. März 1986 in Ost-Berlin) ist ein ehemaliger deutscher Radrennfahrer. Er gewann eine Etappe der Tour de France 2015.

## Sportliche Karriere
Simon Geschke wurde 2005 Dritter beim Rennen Rund um den Sachsenring. Im nächsten Jahr wurde er auf Teilstücken der Cinturón a Mallorca Dritter, bei der Thüringen-Rundfahrt Zweiter und bei der Tour de Guadeloupe Zweiter. In der Saison 2007 fuhr er einige Rennen für die deutsche U23-Nationalmannschaft. So gewann er jeweils eine Etappe bei der Steiermark-Rundfahrt und bei der Ronde de l’Isard. Im U23-Straßenrennen der deutschen Meisterschaft wurde er Dritter. 
2009 gewann der Berliner als Neoprofi des Teams Skil-Shimano bei der Rundfahrt Étoile de Bessèges das Trikot des besten Nachwuchsfahrers. 2010 wurde er unter anderem Vierter der Bayern-Rundfahrt, bevor er 2011 mit einem Etappensieg beim Critérium International seinen ersten internationalen Eliteerfolg feiern konnte. 2014 entschied er den Großen Preis des Kantons Aargau für sich.
Im März 2015 brach sich Geschke durch einen unglücklichen Zusammenstoß mit dem Begleitfahrzeug seines Teams ein Schlüsselbein und wurde operiert. Zwei Monate später eroberte er beim Giro d’Italia 2015 für einen Tag das Maglia Azzurra des besten Bergfahrers. Seinen bis dahin größten Erfolg feierte er kurz darauf bei der Tour de France 2015, als er  die 17. Etappe, eine schwere Bergetappe, von Digne-les-Bains nach Pra-Loup nach einer Solofahrt von ca. 50 Kilometern für sich entscheiden konnte. In der Tour de France 2015 gewann er auch die Sonderwertung Souvenir Henri Desgrange.
Bei den Olympischen Spielen 2016 in Rio erreichte Geschke beim Einzelzeitfahren den 13. Platz. Beim Giro d’Italia 2017 war Geschke einer der wichtigsten Helfer des späteren Gesamtsiegers Tom Dumoulin. Im Jahr darauf belegte er in der Gesamtwertung der Tour de France Rang 25.
Beim Saisondebüt 2019, der Vuelta Ciclista a la Region de Murcia Costa Calida, brach sich Geschke bei einem Sturz zehn Kilometer vor dem Ziel den rechten Ellenbogen. Nach einer fünfwöchigen Rennpause startete er bei der Katalonien-Rundfahrt und stürzte erneut auf der letzten Etappe in Barcelona, dabei brach er sich das rechte Schlüsselbein und vier Rippen. Nachdem er die Tour de France 2019 als 63. der Gesamtwertung beendete, gewann Geschke beim UCI WorldTour-Etappenrennen Polen-Rundfahrt durch Angriffe auf den letzten beiden Tagesabschnitten die Bergwertung.
Mit Rang drei der Tour Down Under 2020 gelang Geschke seine bis dahin beste Platzierung in der Gesamtwertung eines WorldTour-Etappenrennens.
2021 wurde Simon Geschke für die Teilnahme an den Olympischen Spielen in Tokio nominiert, konnte aber nicht an den Start gehen, da er am Tag vor dem Straßenrennen positiv auf COVID-19 getestet wurde. Im Februar 2022 infizierte er sich erneut, konnte aber zur Premiere des Etappenrennens Gran Camiño wieder antreten.
Durch Rang zwei im abschließenden Bergzeitfahren der Tour de Romandie 2022 sicherte sich Geschke den dritten Rang in der Gesamtwertung dieses WorldTour-Etappenrennens. Auf der 9. Etappe der Tour de France 2022 übernahm Geschke die Führung der Bergwertung, die er bis zur 18. Etappe  verteidigen konnte, so lange wie kein deutscher Fahrer vor ihm.
Anfang Januar 2024 gab Geschke sein Karriereende zum Saisonende 2024 bekannt. Beim Giro d’Italia 2024 fuhr er stellvertretend für den gesamtführenden Tadej Pogačar sechs Tage im Blauen Trikot des Führenden in der Bergwertung.

## Diverses
Simon Geschke ist ein Sohn des ehemaligen Bahnweltmeisters im Sprint, Jürgen Geschke.
Er ernährt sich vegan. Seit 2012 lebt er in Freiburg im Breisgau und trainiert vorwiegend im Schwarzwald.
2022 wurde Simon Geschke zu Berlins „Sportler des Jahres“ gewählt sowie zu Deutschlands Radsportler des Jahres.

## Erfolge
2007
- eine Etappe Ronde de l’Isard

2009
- Nachwuchswertung Étoile de Bessèges

2011
- eine Etappe Critérium International

2014
- Grosser Preis des Kantons Aargau

2015
- eine Etappe Tour de France

2018
- Hammer Chase Hammer Hongkong

2019
- Bergwertung Polen-Rundfahrt

## Wichtige Platzierungen
| Grand Tour            | 2009 | 2010 | 2011 | 2012 | 2013 | 2014 | 2015 | 2016 | 2017 | 2018 | 2019 | 2020 | 2021 | 2022 | 2023 | 2024 |
| --------------------- | ---- | ---- | ---- | ---- | ---- | ---- | ---- | ---- | ---- | ---- | ---- | ---- | ---- | ---- | ---- | ---- |
| Giro d’ItaliaGiro     | –    | –    | –    | –    | –    | 69   | 89   | –    | 54   | –    | –    | –    | –    | –    | –    | 14   |
| Tour de FranceTour    | 113  | –    | –    | –    | 75   | –    | 38   | 66   | 64   | 25   | 63   | 48   | 62   | 44   | DNF  | 94   |
| Vuelta a EspañaVuelta | –    | –    | 115  | 71   | 71   | –    | –    | –    | –    | DNF  | –    | DNF  | –    | –    | –    | –    |

| Monument                 | 2009 | 2010 | 2011 | 2012 | 2013 | 2014 | 2015 | 2016 | 2017 | 2018 | 2019 | 2020 | 2021 | 2022 | 2023 | 2024 |
| ------------------------ | ---- | ---- | ---- | ---- | ---- | ---- | ---- | ---- | ---- | ---- | ---- | ---- | ---- | ---- | ---- | ---- |
| Mailand–Sanremo          | –    | –    | –    | 13   | 79   | 54   | –    | 19   | 87   | –    | –    | –    | –    | 32   | –    | 62   |
| Flandern-Rundfahrt       | –    | –    | –    | –    | –    | –    | –    | –    | –    | –    | –    | –    | –    | –    | –    | –    |
| Paris–Roubaix            | –    | –    | –    | –    | –    | –    | –    | –    | –    | –    | –    | –    | –    | –    | –    | –    |
| Lüttich–Bastogne–Lüttich | 108  | –    | DNF  | DNF  | 19   | 24   | 63   | 94   | –    | 68   | –    | 30   | 59   | 35   | DNF  | –    |
| Lombardei-Rundfahrt      | –    | –    | –    | DNF  | –    | DNF  | 98   | 39   | 69   | –    | –    | 20   | 93   | 46   | 90   |      |